# Gheorghe Chițu

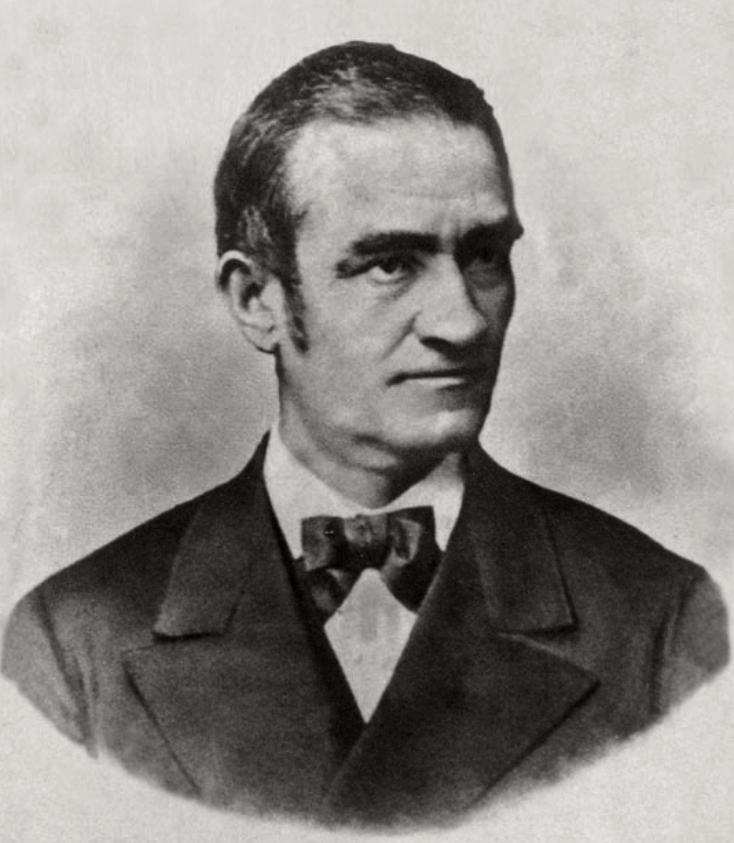
Gheorghe Chițu

Gheorghe Chițu (Oboga, 24 augustus 1828 - Bobicești, 27 oktober 1807) was minister van Financiën van Roemenië tussen 1881-1882. Daarvoor was hij burgemeester van Craiova tussen 1862-1864.
- Gemeinsame Normdatei: 141614889
- International Standard Name Identifier: 0000 0001 1881 6284
- Library of Congress Control Number: no2011066693
- Virtual International Authority File: 121968816
- WorldCat: E39PBJxGW78G6xPBFmQmT69dQq